# Liste des maires de Castelnau-Rivière-Basse

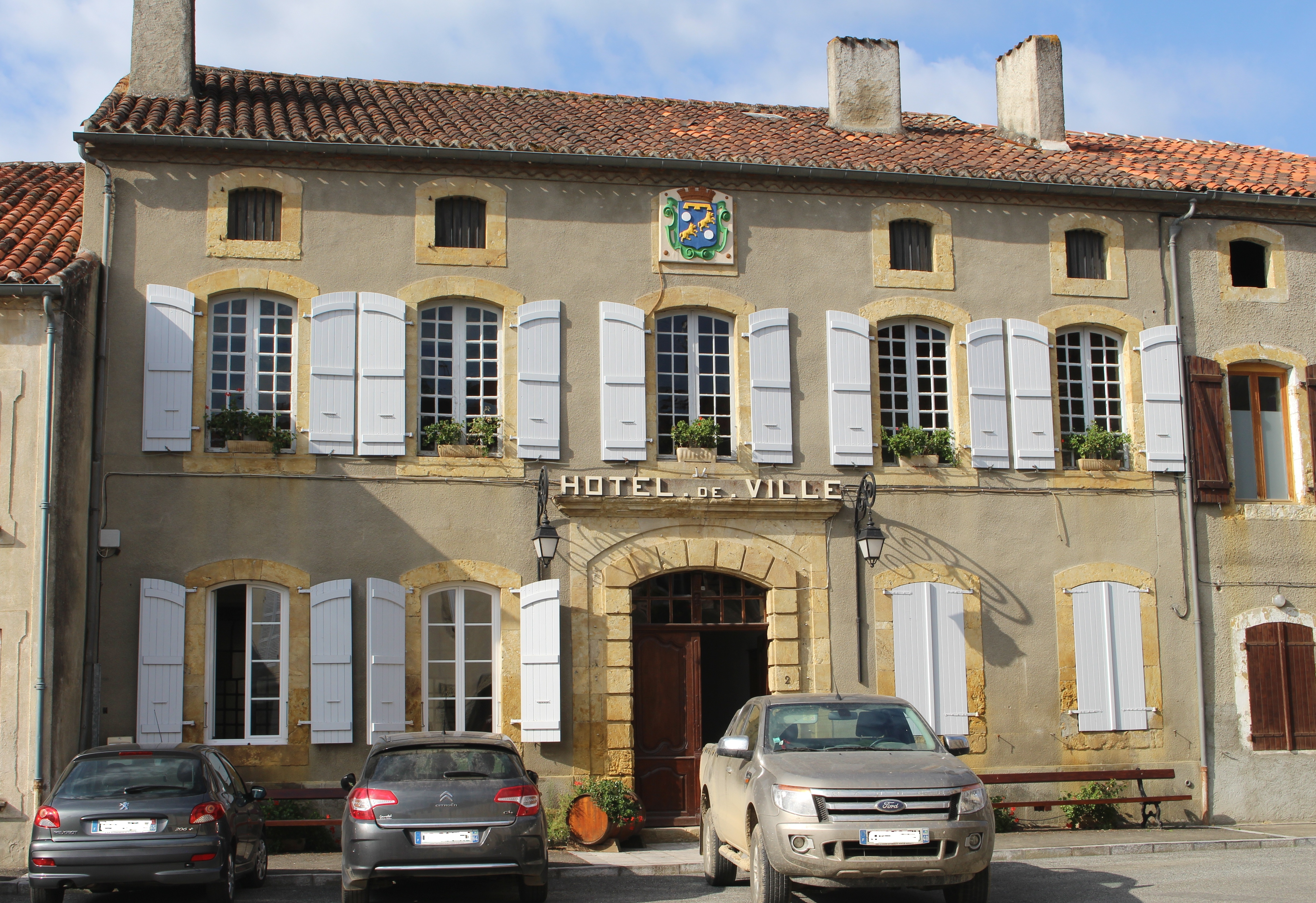
La mairie en 2016.

Cet article dresse la liste des maires de Castelnau-Rivière-Basse (Hautes-Pyrénées) depuis la Révolution française.

## Liste des maires
| Période | Période | Identité             | Étiquette | Qualité |
| ------- | ------- | -------------------- | --------- | ------- |
| An II   | An III  | Jean-François Clarac |           |         |
| An III  | An VIII | Jean Laubadere       |           |         |
| An VIII | An XIV  | Pierre Dartigaux     |           |         |

| Période   | Période  | Identité              | Étiquette | Qualité           |
| --------- | -------- | --------------------- | --------- | ----------------- |
| An XIV    | 1819     | Jean-François Clarac  |           |                   |
| 1819      | 1826     | Alexandre Sabail      |           |                   |
| 1826      | 1833     | Jean-François Clarac  |           |                   |
| 1833      | 1849     | Joseph Sembres        |           |                   |
| 1849      | 1854     | Jean Dartigaux        |           |                   |
| 1854      | 1855     | Charles Laborie       |           |                   |
| 1855      | 1871     | Pierre Dupeyre        |           |                   |
| 1871      | 1883     | Urbain Ducuing        |           |                   |
| 1883      | 1884     | Jean-Marie Lacome     |           |                   |
| 1884      | 1890     | Henri Mieussens       |           |                   |
| 1890      | 1904     | Anicet Malartic       |           |                   |
| 1904      | 1908     | François Sabail       |           |                   |
| 1908      | 1914     | Jean Marie Ducuron    |           |                   |
| 1914      | 1920     | Jules Sabail          |           |                   |
| 1920      | 1925     | Léopold Dufour-Clarac |           |                   |
| 1925      | 1935     | Jules Sabail          |           |                   |
| 1935      | 1983     | Paul Despouey         | Rad. Soc. |                   |
| mars 1983 | 1995     | Robert Pesques        |           |                   |
| mars 1995 | 2001     | Alain Brumont         |           |                   |
| mars 2001 | 2013     | Jean-Pierre Trinquier |           |                   |
| 2013      | 2014     | Jean Jacques Boucly   |           |                   |
| mars 2014 | En cours | Francis Loumagne      |           | Retraité Agricole |
| mars 2020 | en cours | Sandra Ducès          |           |                   |

## Compléments